# Ardfert
Ardfert is een plaats in het Ierse graafschap Kerry. De plaats telt 691 inwoners.